# Kyle Reese
Kyle Reese est un personnage de fiction créé par James Cameron dans le film Terminator sorti en 1984.

## Biographie fictive
Récapitulatif sans les complications temporelles de Terminator Genisys
Kyle Reese est né quelques années après le Jugement Dernier en 1997. Il a grandi pendant la guerre et ses parents furent capturés par SkyNet. Il trouva une enfant perdue et errante à Los Angeles, Star ; il la recrute pour devenir un futur membre de la Résistance de Los Angeles. Il rencontre ensuite Marcus Wright avec qui il se lie d'amitié, puis fait la connaissance de John Connor après avoir entendu sa voix dans une radio. Malheureusement, il se fait capturer par Skynet dans un transporteur par Marcus qui lui-même ignore qu'il est un prototype d'infiltration pour Skynet.
Plus tard, il est fait prisonnier et attend d'être libéré. En apprenant par Marcus que Kyle Reese est le père de John Connor, Skynet décide d'exécuter ce dernier mais échoue. Kyle Reese fut, après ces événements, recruté par John Connor. À partir de ce moment, Kyle Reese devient officiellement membre de la Résistance Tech-Com sous la tutelle de John Connor, qui l’entraîne en sachant que Kyle doit devenir son père. Kyle doit devenir son meilleur soldat afin de protéger Sarah Connor quand il faudra l'envoyer dans le passé.
Des années après, Kyle Reese devient sergent de la Résistance Tech-Com sous le matricule no 38416. En 2029, John Connor, son fils, pense qu'il est prêt à accomplir sa mission et l'envoie dans le passé le 12 mai 1984 à Los Angeles, afin de protéger Sarah Connor.
Une fois sorti du champ temporel, Kyle récupère le pantalon d'un sans-abri en état d'ébriété. La police le repère très vite sans connaitre son origine. Il doit alors se débrouiller comme il le faisait contre les machines dans son passé. Il récupère l'adresse de Sarah Connor dans un annuaire téléphonique et part à sa recherche à l'aide d'un véhicule volé. Le T800, une machine devant l'éliminer, procède de la même façon, tout en s'armant avec des armes humaines. Le T800 passe aux différentes adresses qu'il a trouvées et tue les homonymes de Sarah Connor les unes après les autres. Sarah apprend à son travail les différents meurtres des femmes qui portent le même nom. Prise de panique, elle s'enfuit et se retrouve dans une boite de nuit.
Kyle retrouve Sarah sur place, et la sauve du T800 à l'aide d'une Cadillac. Ils accidentent un véhicule de police avec le Terminator sur le capot. C'est alors que commence une course poursuite entre le T800, la police et eux-mêmes. Le T800 dérobe le véhicule de police en se débarrassant de l'officier et utilise sa voix pour tromper ses collègues au central. Sarah, peu confiante essaie de s'échapper, mais Kyle arrive à la persuader dans le garage et lui montre la blessure d'un rayon laser. Il lui explique la raison de son comportement, et elle finit par lui faire confiance. Ils volent une autre voiture pour échapper au T800. À l'issue de la course poursuite, Kyle et Sarah sont accidentés et se font arrêter par la police. Le T800 prend la fuite pour aller se réparer dans une chambre d'hôtel. Kyle est alors interrogé par la police et par un psychiatre, le docteur Silberman. Ils le prennent pour fou mais le T800 revient à la charge dans le commissariat dans la nuit en défonçant la façade. Le T800 massacre tous les officiers sans trouver ni Sarah ni Kyle. Ils se sont échappés à temps et se réfugient sous un pont après être tombés en panne d'essence.
Kyle et Sarah se reposent, et le jeune homme décrit son époque. Le lendemain, Sarah commet l'erreur de contacter sa mère mais c'est le T800 qui lui répond et retrouve ainsi leur trace. Pendant ce temps, Kyle fabrique des armes pour combattre le T800. Le soir venu, Kyle et Sarah parlent et Kyle lui fait part de ses sentiments « j'ai traversé le temps pour toi Sarah ». Sarah Connor tombera alors amoureuse de Kyle. C'est durant cette unique nuit passée ensemble que le leader de la résistance humaine John Connor est conçu.
Le T800 les rejoint à leur hôtel et une course poursuite recommence après qu'ils ont volé un 4X4. Kyle tente de le détruire avec ses explosifs. Le T800 atteint Kyle avec une balle. Kyle perd du sang. Sarah provoque alors la chute du T800. Le T800 passe sous un camion citerne et est endommagé. Le T800 s'empare du camion pour tenter d'éliminer Kyle et Sarah. Kyle fait sauter le camion avec un explosif. Le T800 brule alors dans l'essence. Kyle et Sarah pensent l'avoir détruit mais il se relève dans les décombres. Ils se sauvent alors dans une usine. Le T800 les suit avec une jambe endommagée. Kyle brouille les détecteurs du T800 en activant les appareils électroniques de l'usine. Le T800 parvient à les retrouver.
Kyle Reese décède dans l'explosion provoquée dans le but de détruire le T-800 : ce dernier ayant pris l'avantage lors d'un combat à mains nues, Kyle profite du fait qu'il est au sol pour glisser un tube explosif artisanal dans la hanche de la machine mais, en tentant d'échapper à l'explosion, il se jette dans un escalier métallique et se fracture la nuque. Le T800, coupé en deux par l'explosion, poursuit alors Sarah sur des tapis roulants mais parvient finalement a le détruire dans une presse hydraulique. Des secours arrivent et emmènent Sarah à l'hôpital. Kyle est emmené par des services mortuaires. On voit à la fin Sarah préparer des cassettes pour son fils John lorsqu'il aura l'âge de les écouter.

## Œuvres où le personnage apparaît

### Cinéma
- Terminator (The Terminator, James Cameron, 1984), interprété par Michael Biehn
- Terminator 2 : Le Jugement dernier (Terminator 2: Judgment Day, James Cameron, 1992), interprété par Michael Biehn (scène coupée au montage)
- Terminator Renaissance (Terminator Salvation, McG, 2009), interprété par Anton Yelchin
- Terminator Genisys (Terminator Genisys, Alan Taylor, 2015), interprété par Jai Courtney et Bryant Prince

### Télévision
- Terminator : Les Chroniques de Sarah Connor (Terminator: The Sarah Connor Chronicles, Josh Friedman, 2008-2009), interprété par Jonathan Jackson

### Attraction
- T2 3-D: Battle Across Time (Universal Studios, James Cameron) avec Edward Furlong

## Interprètes

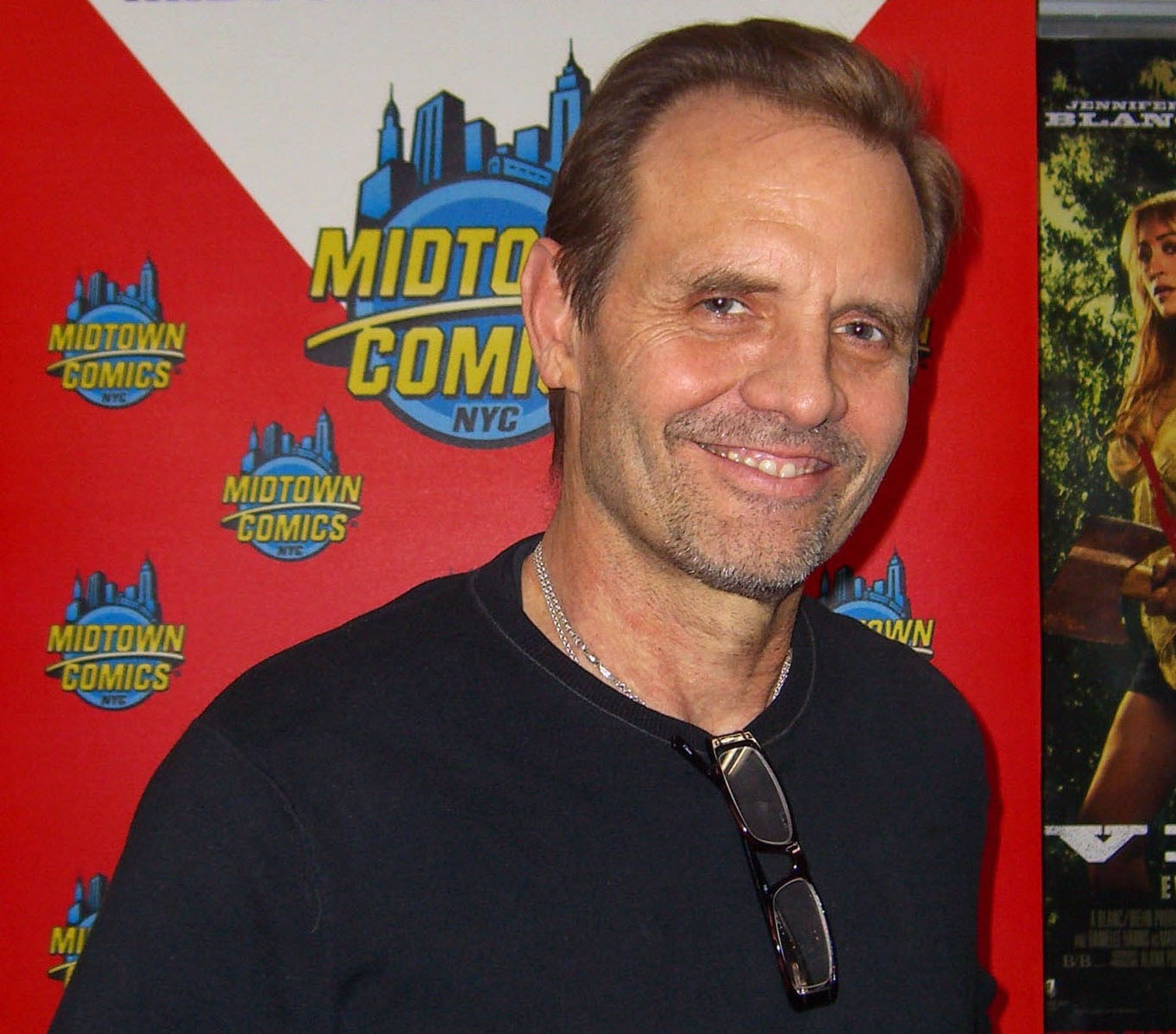
Michael Biehn interprète Kyle Reese dans Terminator et Terminator 2 : Le Jugement dernier.
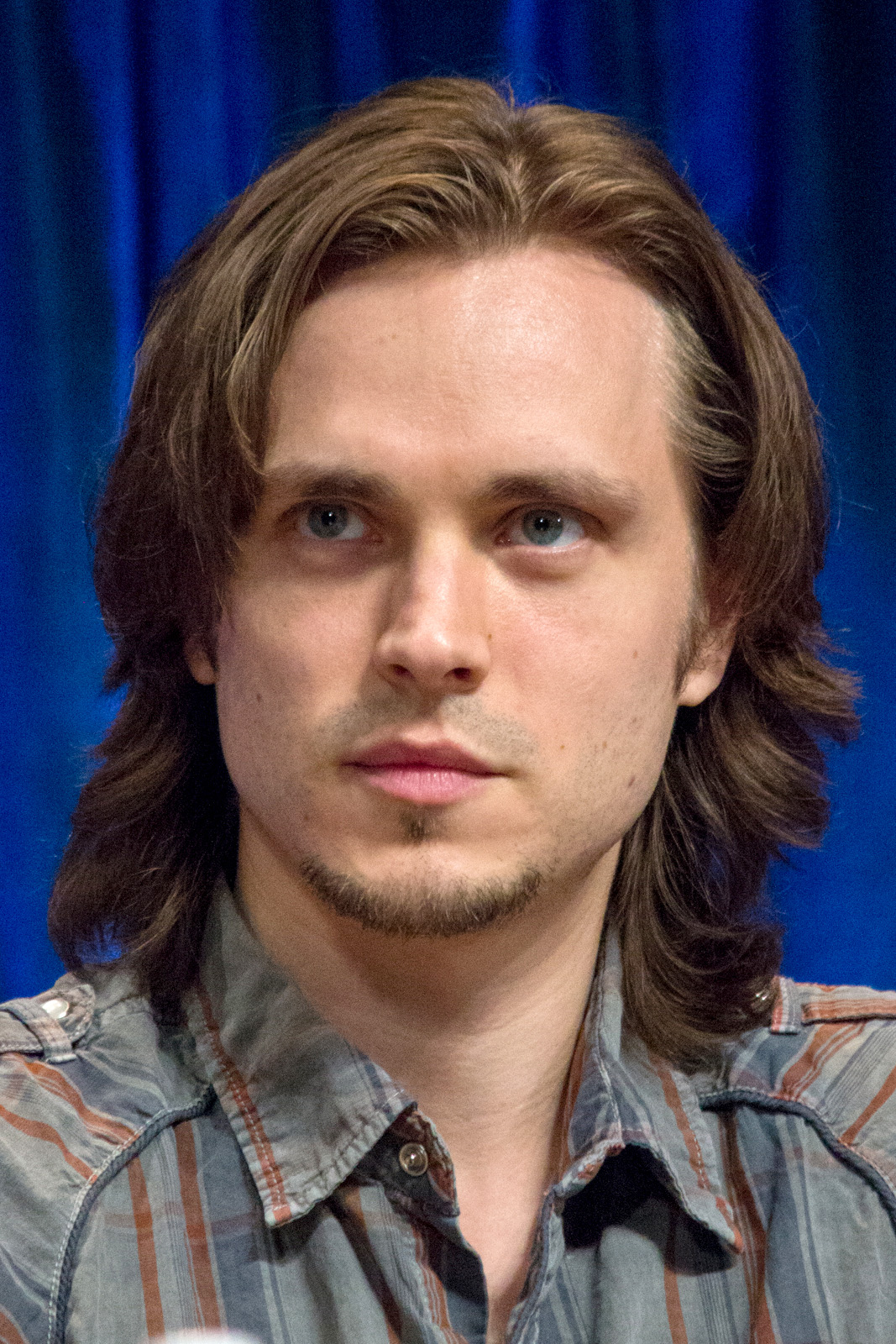
Jonathan Jackson interprète Kyle Reese dans Terminator : Les Chroniques de Sarah Connor.
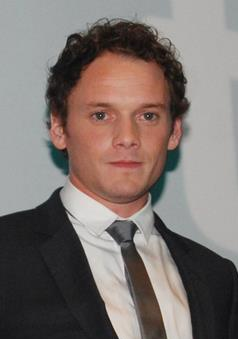
Anton Yelchin interprète Kyle Reese adolescent dans Terminator Renaissance.
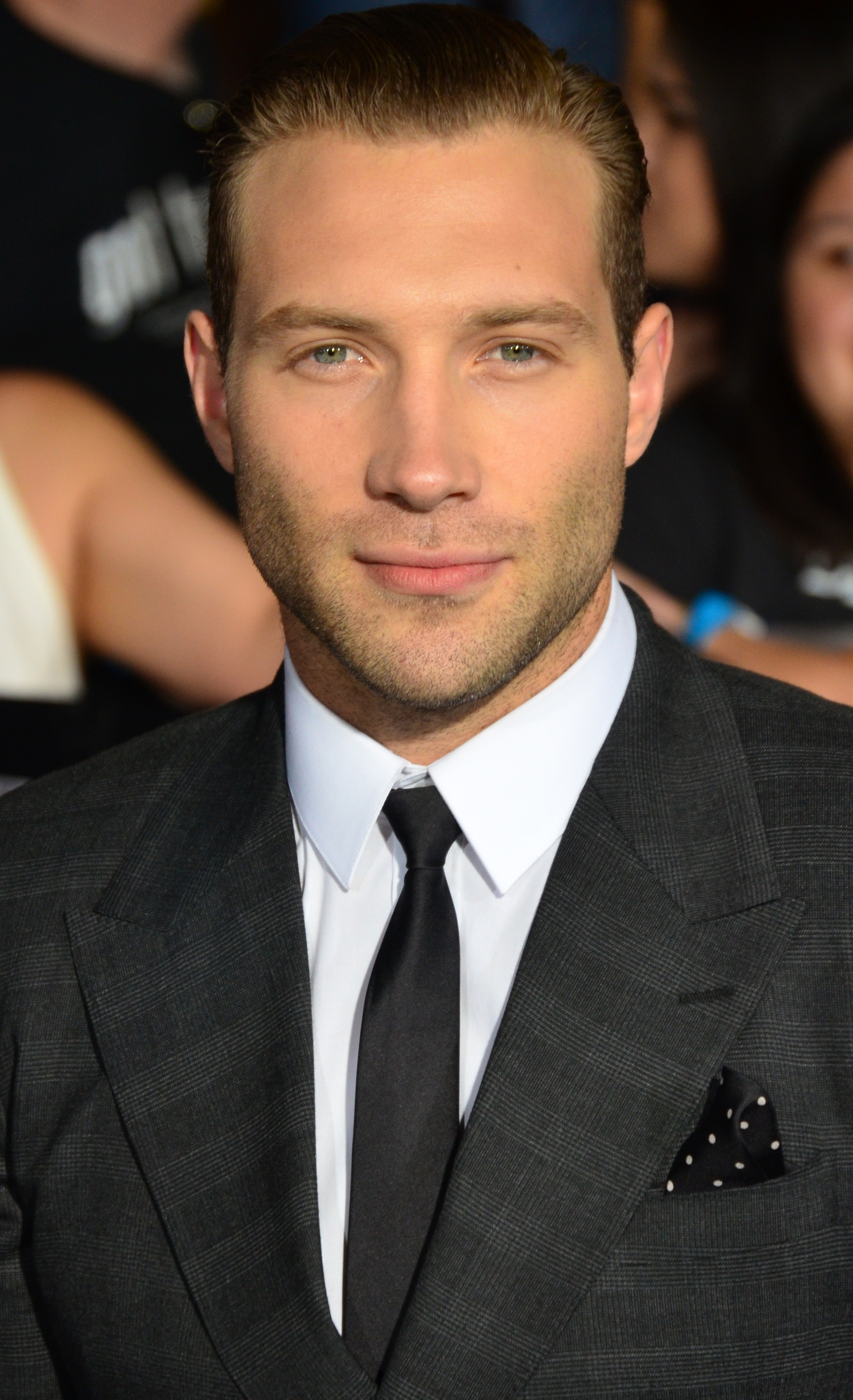
Jai Courtney interprète Kyle Reese dans Terminator Genisys.